# G-44
G-44 er en fodboldklub fra den vestgrønlandske by Qeqertarsuaq på Diskoøen. 
Klubben blev stiftet 17. september 1944. Holdet spiller både udendørs fodbold og futsal. I 2009 og 2011 vandt G-44 det grønlandske mesterskab i udendørs fodbold.
G-44's hjemmebane er spektakulært placeret få meter fra vandkanten i diskobugten, hvor store isbjerge flyder forbi.